# Sympterygia
Sympterygia là một chi cá đuối thuộc họ Rajidae được tìm thấy ở các đại dương xung quanh Nam Mỹ.

## Loài
Chi Sympterygia có bốn loài:
- Sympterygia acuta Garman, 1877 (Bignose fanskate)
- Sympterygia bonapartii J. P. Müller và Henle, 1841 (Smallnose fanskate)
- Sympterygia brevicaudata Cope, 1877 (Shorttail fanskate)
- Sympterygia lima Poeppig, 1835 (Filetail fanskate)